# Fabrizio Corona
Fabrizio Maria Corona (Catania, 29 de marzo de 1974) es un empresario, escritor y actor italiano.

## Carrera y fama

### Filmografía
- Videocracy (2009), documental documental dirigido por Erik Gandini
- Il ribelle - Fabrizio Maria Corona (2010), documental dirigido por Giacomo Franciosa
- Squadra antimafia - Palermo oggi (Canale 5, 2010-2011), series de TV dirigida por Beniamino Catena
- Metamorfosi (2015), documental dirigido por Jacopo Giacomini y Roberto Gentili

### Programas de televisión
- La fattoria (Canale 5, 2009) como concursante de reality show
- Il testimone (MTV8, 2011) como guest-star
- Libertà di parola - La fabbrica delle opinioni (Canale Italia, 2012) como conductor de talk show

### Videos musicales
- 2009 - Corona non perdona de Kalief
- 2009 - Pazzesco de Kalief
- 2013 - Belen de DJ Steve Forest feat. Sin City Money
- 2015 - Un uomo migliore de Niccolò Morriconi con Giancarlo Giannini

### Libros
- Vita pericolosa di un fotoreporter randagio - Milán, Libero, 2007.
- La mia prigione - Milán, Cairo Publishing, 2007. ISBN 978-88-6052-134-7.
- Chi ha ucciso Norma Jean? - Milán, Cairo Publishing, 2010. ISBN 978-88-6052-343-3.
- Mea Culpa - Milán, Mondadori, 2014. ISBN 978-88-04-63651-9.

### Fama y controversias
Fabrizio Corona en 2001 se casó con Nina Morić. En 2002 nació el único hijo de la pareja, Carlos María Corona. El matrimonio terminó en 2007. El divorcio llegó en 2013. Nina Morić y Corona en 2006-07 participaron, junto con Lele Mora y otros personajes, en el caso judicial llamado Vallettopoli que tuvo una amplia visibilidad en los medios italianos.
La relación de Corona con Belén Rodríguez entre enero de 2009 y abril de 2012 ha estado a menudo en el centro de los chismes italianos despertando diversas controversias y varias disputas: por ejemplo, en abril de 2009 los paparazzi de Novella 2000 han fotografiado desnudo Corona después de una relación sexual con Belén consume en lugares públicos en las Maldivas, estado en el que la Sharia prohíben tal comportamiento; este sesión fotográfica fue publicado en Italia el 24 de abril y provocó varias controversias.
El 27 de septiembre de 2010 el empresario Lele Mora, interrogado por los fiscales en la investigación sobre el colapso de la empresa Corona's SRL de Fabrizio Corona, dijo: "Ebbi una relazione con Corona, spesi per lui circa 2 milioni di euro nel periodo 2004-2006. I soldi provenivano da fatture false. Gli ho comprato 8 autovetture a partire da una Audi cabriolet per arrivare alla Bentley Continental. Anche l'appartamento a Milano in via De Cristoforis gliel'ho comprato io, o meglio, ho rifornito Corona di circa 1 milione 500 mila euro in contanti che doveva utilizzare per l'acquisto dell'appartamento". Nótese que en 2004-06 Corona estaba casado con Nina Morić, un modelo de la agencia de Lele Mora.